# AoTuV
aoTuV – enkoder dźwięku w formacie Vorbis, nieoficjalna wersja biblioteki libvorbis, której głównym celem jest dalsza poprawa jakości zakodowanego dźwięku. Najnowszy aoTuV beta 6.03 został zunifikowany z libvorbis 1.3.6 Xiph.Org.
AoTuV wykorzystuje charakterystyczną cechę formatu Vorbis, który przechowuje w nagłówku strumienia prawie wszystkie parametry kodowania. Dzięki temu można go stopniowo rozwijać uzyskując lepszą jakość, przy zachowaniu zgodności z istniejącymi odtwarzaczami.